# Mariage à la grecque (film, 1964)
Pour les articles homonymes, voir Mariage à la grecque.
Pour plus de détails, voir Fiche technique et Distribution.
Mariage à la grecque (Γάμος αλά Ελληνικά (Gamos ala Ellinika)) est un film grec réalisé par Vasílis Georgiádis et sorti en 1964.

## Synopsis
Au cours d'un bal costumé, une étudiante aux Beaux-Arts Mina (Xenia Kalogeropoulou) déguisée en nonne, rencontre Petros (Giorgos Konstantinou), un employé de bureau, déguisé en Roméo. Ils se donnent rendez-vous. Mais, aucun des deux ne porte ses lunettes. Ils ne se reconnaissent pas et se disputent. Ils se retrouvent. C'est au tour de leurs mères de se quereller.
Ils finissent par se marier et s'installer ensemble, dans un petit appartement que le couple partage avec les mères et le frère saxophoniste de Mina. Les querelles continuent. Ils divorcent, à la grande joie des mères.
Cependant, au bal costumé de l'année suivante, ils se retrouvent, sous les mêmes déguisements, se réconcilient et décident de se remarier.

## Fiche technique
- Titre  : Mariage à la grecque
- Titre original : Γάμος αλά Ελληνικά (Gamos ala Ellinika)
- Réalisation : Vasílis Georgiádis
- Scénario : Vasílis Georgiádis, Maria Polenaki, Napoleon Eleftheriou et Giorgos Konstantinou (en)
- Décors : Petros Kapouralis
- Photo  : Pavlos Filippou, Nikos Gardelis et Aristidis Karydis Fuchs
- Montage: Gerasimos Papadatos
- Musique  : Kostas Kapnisis (en)
- Chorégraphie: Michelle Destrez
- Producteur : Vion Papamichael
- Production  : Damaskinos Michaïlidis (el)
- Pays  :  Grèce
- Langue : grec
- Format  : 35 mm noir et blanc
- Genre : comédie romantique
- Durée : 111 minutes
- Sortie  : 1964
- Récompense : Meilleure actrice à la 5e Semaine du cinéma grec (Thessalonique)

## Distribution
- Xenia Kalogeropoulou (el)
- Giorgos Konstantinou (en)
- Smaro Stefanidou (en)
- Despo Diamantidou